# 조경식
조경식(曺京植, 1936년 10월 2일~2024년 1월 29일)은 대한민국의 경제관료이자 대학총장을 지낸 교육자이다. 
국방부 차관보, 경제기획원 예산실장, 제3대 공정거래위원회 위원장, 제1대 환경처 장관,  제42대 농림수산부 장관을 지냈다. 
공직 퇴임 후에는 한국해양대학교 총장을 지냈다.

## 학력
- 경북대학교 사범대학 부설고등학교
- 서울대학교 경제학과
- 영국 맨체스터 대학교 대학원 경제학 석사

| 전임 한봉수 | 제3대 공정거래위원회 위원장 1983년 9월 19일~1987년 5월 18일 | 후임 이진설 |

| 전임 정연세 | 제6대 해운항만청장 1987년 5월 19일~1988년 3월 3일 | 후임 진념 |

| 전임 김창갑 | 제24대 교통부 차관 1988년 3월 5일~1989년 12월 1일 | 후임 이재창 |

| 환경청장 이재창 | 초대 환경처 장관 1990년 1월 3일~1990년 9월 19일 | 후임 허남훈 |

| 전임 강보성 | 제42대 농림수산부 장관 1990년 9월 19일~1992년 3월 30일 | 후임 강현욱 |